# Váradi Gyöngyi
Váradi Gyöngyi névvariáns: Várady Gyöngyi (Szeghalom, 1919. augusztus 12. – Budapest, 2006. március 12.) magyar színésznő.

## Életpályája
Szeghalomon született, 1919. augusztus 12-én. Apja Váradi Lajos gőzmalom-tulajdonos volt, anyja: Breier Róza. 1941-ben kapott színészi oklevelet a Országos Magyar Királyi Színművészeti Akadémián.  Pályája a Nemzeti Színháznál indult. 1952-től a kecskeméti Katona József Színházban szerepelt, 1962 és 1968 között SZOT kultúrfelelős volt, majd 1968-tól 1976-ig az Állami Déryné Színház társulatának művésze volt.

## Fontosabb színházi szerepei
- William Shakespeare: Rómeó és Júlia... Júlia
- William Shakespeare: Szentivánéji álom... Puck
- Molière: Tudós nők... Philemonte
- Molière: Fösvény... Henriette
- Henrik Ibsen: Peer Gynt... Zöldruhás nő
- Lev Nyikolajevics Tolsztoj: Élő holttest... Lujza
- Lev Nyikolajevics Tolsztoj: A sötétség hatalma... komaasszony
- J. B. Priestley: Veszélyes forduló... Oliven
- Szigligeti Ede: Liliomfi... Mariska
- Szigligeti Ede: A cigány... Örzse
- Kisfaludy Károly: Csalódások... Vilma kisasszony
- Jókai Mór: Az aranyember... Athalie
- Jókai Mór: Mire megvénülünk... Róza
- Madách Imre: Az ember tragédiája... Éva
- Bródy Sándor: A tanítónő... Tóth Flóra
- Herczeg Ferenc: Bizánc... Császárnő
- Molnár Ferenc: Liliom... Julika
- Móricz Zsigmond: Nem élhetek muzsikaszó nélkül... Pólika; Málcsi néni; Kisvicákné
- Márai Sándor: Kaland... Anna
- Kós Károly: Budai Nagy Antal... Anna
- Gárdonyi Géza: Annuska... címszerep
- Csathó Kálmán: Te csak pipálj, Ladányi!... Klementina
- Fehér Klára: Nem vagyunk angyalok... Petényiné
- Gáspár Margit: Az állam én vagyok... Babette
- Tabi László: Különleges világnap... Annus
- Bárány Tamás: A szülő is ember... Keresztmama
- Szirmai Albert – Bakonyi Károly – Gábor Andor: Mágnás Miska... Stefánia
- Szirmai Albert – Emőd Tamás: Mézeskalács... Öreg Jóskáné
- Sármándi Péter: Peti kalandjai... Nagymama
- Irina Karnauhova: Mese a tűzpiros virágról... Dajka

## Filmes és televíziós szerepei
- Muzsikáló május (1941)
- Behajtani tilos! (1941-42)... ápolónő
- Egér a palotában (1942)... Lugossy titkárnője
- Késő (1943)... ápolónő
- Éjjeli zene (1943)... postáskisasszony
- Egy fiúnak a fele (1943-44)... cselédlány
- Ének a búzamezőkről (1947)... Piros, Ferenc felesége